# Asana
Asana — програмне забезпечення для веб і мобільних пристроїв, призначене для спільної роботи над проектами без електронної пошти. Було створене співзасновником Facebook Дастіном Московіцем і колишнім інженером Джастіном Розенштейном, які працювали над підвищенням продуктивності співробітників на Facebook.
У вересні 2020 року після прямого лістингу компанію оцінили в 5,5 мільярда доларів.

## Компанія
Московіц і Розенштейн залишили Facebook у 2008 році створили компанію для запуску однойменного програмного забезпечення Asana (названа словом санскриту, що означає «поза йоги»), яке офіційно стартувало з бета-версії в листопаді 2011 року.

## API та інтеграція
У 2012 році Асана випустила своє API для розробників. Відкрите АПІ дозволяє програмно зчитувати інформацію, вносити інформацію, автоматизувати операції в Асані
. Це дозволяє клієнтам на базі Асани розробляти кастомні рішення для потреб своїх команд. Типове використання включає в себе автоматизацію повторюваних завдань, автоматизацію звітів щодо завдань та проектів, синхронізацію з базами даних та іншим програмним забезпеченням.